# Sapporo International Ski Marathon
Sapporo International Ski Marathon är ett långlopp inom längdskidåkningen. Det körs årligen utanför Sapporo i Japan. Loppet hade premiär 1981 och ingår sedan 1985 i Worldloppet.

## Vinnare
| År   | Herrar           | Tid            | Damer            | Tid            |
| ---- | ---------------- | -------------- | ---------------- | -------------- |
| 2006 | Tomio Kanamaru   | 2:21:22,1 tim. | Kanako Sato      | 3:22:25,3 tim. |
| 2007 | Takafumi Miyoshi | 2:42:15,5 tim. | Kanako Sato      | 3:20:48,3 tim. |
| 2008 | Takashi Shindou  | 2:26:22,6 tim. | Midori Furusawa  | 3:05:52,9 tim. |
| 2009 | Tomio Kanamaru   | 2:51:48,1 tim. | Kazumi Yoneda    | 3:46:35,4 tim. |
| 2010 | Seth Downs       | 2:32:19,6 tim. | Belinda Phillips | 3:06:56,8 tim. |
| 2011 | Hiroshi Yamada   | 2:21:33,7 tim. | Midori Furusawa  | 3:06:50,4 tim. |
| 2012 | Hiroya Funamizu  | 2:32:51,3 tim. | Lena Pichard     | 2:56:10,6 tim. |
| 2013 | Yuki Nakajima    | 2:26:01,4 tim. | Kazumi Yoneda    | 2:57:29,2 tim. |

### Fotnoter
1. ↑  ”Sapporo International Ski Marathon” (på engelska). Worldloppet. http://www.worldloppet.com/american_birkebeiner.php. Läst 4 mars 2015.